# Charles de Coster
Charles de Coster, właśc. Charles-Théodore-Henri de Coster (ur. 20 sierpnia 1827 w Monachium, zm. 7 maja 1879 w Brukseli) – belgijski powieściopisarz, piszący po francusku. Jego utwory przyczyniły się do pobudzenia belgijskiej świadomości narodowej i uważane są za początki belgijskiej literatury.

## Twórczość
Do najważniejszych dzieł de Costera należą Legendy flamandzkie i Przygody Dyla Sowizdrzała.
Legendy flamandzkie (Légendes flamandes) wydane w 1858 były pierwszym ważnym dziełem, w którym de Coster pokazał swój styl, będący pochodną stylu Rabelais'go i Montaigne'a, pełen archaizmów i stylizowany na dawne opowieści. Ze względu na jej wydźwięk zwana była później Biblią Flamandów lub Brewiarzem wolności. Legendy flamandzkie bardzo różniły się od ówczesnej literatury i zostały docenione dopiero po 20 latach.
W Polsce wydano jako Wesołe bractwo tłustej gęby – legendy flamandzkie w 1925. Przekładu dokonał Przecław Smolik.
Przygody Dyla Sowizdrzała (pełny tytuł Legenda jako też bohaterskie, wesołe i sławne przygody Dyla Sowizdrzała i Jagnuszka Poczciwca w krajach flamandzkich i gdzie indziej; La Légende et les Aventures héroïques, joyeuses et glorieuses d'Ulenspiegel et de Lamme Goedzak au pays de Flandres et ailleurs), wydane w 1867, uważane są za jego najważniejsze dzieło. Swobodnie adaptując wątki z legendy o Dylu Sowizdrzale, umieszcza je w XVI wieku na tle wojen religijnych i wyzwoleńczych.
Po polsku wydana po raz pierwszy w 1914.
W 1956 nakręcono film Les Aventures de Till L'Espiegle w koprodukcji francusko-NRD